# Zawór bezigłowy
Zawór bezigłowy, łącznik bezigłowy – element linii infuzyjnej (do podawania leków i płynów infuzyjnych), powszechnie stosowany w terapiach dożylnych, głównie na oddziałach onkologicznych i intensywnej terapii, do zabezpieczania linii naczyniowej pacjenta.
Zawory bezigłowe składają się z membrany i obudowy; zwykle mają końcówkę typu Luer. Ze względu na ciśnienie generowane przy odłączaniu rozróżnia się następujące ich rodzaje:
- zawory z nadciśnieniem – w momencie odłączania wypychają krew z końcówki cewnika
- zawory z podciśnieniem – w momencie odłączania zasysają krew do światła cewnika
- zawory bezciśnieniowe – nie wywołują przemieszczenia płynu w końcówce cewnika.

Bezigłowy dostęp naczyniowy pozwala na zwiększenie bezpieczeństwa podawania płynów oraz ogranicza skażenie miejsca dostępu drobnoustrojami. Oprócz tego łączniki bezigłowe zmniejszają ryzyko zakłuć personelu i ułatwiają obsługę kaniul, zapobiegając wypływowi krwi. Ich skuteczność w zapobieganiu zakażeniom odcewnikowym została potwierdzona w różnych badaniach i obecnie są one zalecane przez, na przykład, amerykańskie Centra Kontroli i Prewencji Chorób.
Zawory bezigłowe (z podzielną membraną) jako pierwsza, w roku 1984, wprowadziła na rynek amerykańska firma ICU Medical.